# زياد الكرد
زياد الكرد (مواليد 1974 في غزة) هو لاعب كرة قدم فلسطيني دولي يجيد اللعب في مركز الهجوم، يعتبر ثاني هداف تاريخي لمنتخب فلسطين برصيد 10 اهداف، لعب عندما عاد من الخارج لصالح النادي الأهلي الفلسطيني «ناديه الأم»، لكنه بعد ذلك اعتزل كرة القدم وتوجه لتدريب نادي الشمس الفلسطيني، ثم عاد بعد ذلك لناديه الأم النادي الأهلي الفلسطيني وشغل منصب مدير الكرة بالنادي «المشرف الرياضي».

## روابط خارجية
- زياد الكرد على موقع الاتحاد الدولي (مؤرشف)  (الإنجليزية)
- زياد الكرد على موقع قاعدة بيانات كرة القدم.إي يو (الإنجليزية)
- زياد الكرد على موقع ناشيونال فوتبول تيمز (الإنجليزية)
- زياد الكرد على موقع Soccerway.com (الإنجليزية)